# Heume-l'Église
Heume-l'Église är en kommun i departementet Puy-de-Dôme i regionen Auvergne-Rhône-Alpes i centrala Frankrike. Kommunen ligger i kantonen Rochefort-Montagne som tillhör arrondissementet Clermont-Ferrand. År 2022 hade Heume-l'Église 113 invånare.

## Befolkningsutveckling
Antalet invånare i kommunen Heume-l'Église
| Referens: INSEE |